# Junioren-Badmintonpanamerikameisterschaft 2009
Die Junioren-Badmintonpanamerikameisterschaft 2009 fand vom 20. bis zum 23. August 2009 in Guaynabo statt.

## Medaillengewinner der U19
| Disziplin    | Gold | Silber | Bronze |
| ------------ | --- | --- | --- |
| Herreneinzel | Thomas Moretti                                                                                                 | Gareth Henry | Bruno Monteverde                                                                                          |
| Herreneinzel | Thomas Moretti                                                                                                 | Gareth Henry | Mario Cuba                                                                                                |
| Dameneinzel  | Rena Wang | Sarah Kong | Lorena Duany                                                                                              |
| Dameneinzel  | Rena Wang | Sarah Kong | Katherine Winder                                                                                          |
| Herrendoppel | Mario Cuba Bruno Monteverde                                                                                    | Timothy Lam Nathan Lee | Dylan Darmohoetomo Irfan Djabar                                                                           |
| Herrendoppel | Mario Cuba Bruno Monteverde                                                                                    | Timothy Lam Nathan Lee | Zenas Lam Marvin Lin                                                                                      |
| Damendoppel  | Rena Wang Iris Wang                                                                                            | Lorena Duany Katherine Winder | Sarah Kong Kristen Tsai                                                                                   |
| Damendoppel  | Rena Wang Iris Wang                                                                                            | Lorena Duany Katherine Winder | Cynthia González Victoria Montero                                                                         |
| Mixed        | Mario Cuba Katherine Winder                                                                                    | Clinton Liu May-Lee Lindeman | Bruno Monteverde Lorena Duany                                                                             |
| Mixed        | Mario Cuba Katherine Winder                                                                                    | Clinton Liu May-Lee Lindeman | Thomas Moretti Yasmin Cury                                                                                |
| Teams        | Vereinigte Staaten Zenas Lam Marvin Lin Brendan Lum Terrence Pang Rachel Liao Iris Wang Rena Wang Isabel Zhong | Peru Pablo Aguilar Ferrand Mario Cuba Bruno Monteverde Diego Pereira Meneses Lorena Duany Camila Duany Miro-Quesada Katherine Winder Luz María Zornoza | Kanada Nathan Choi Nathan Leung Clinton Wong Nyl Yakura Jody Chan Bethany So Kristen Tsai Stephanie Yeung |

## Medaillengewinner der U17
| Disziplin    | Gold                      | Silber                    | Bronze                         |
| ------------ | ------------------------- | ------------------------- | ------------------------------ |
| Herreneinzel | Nyl Yakura                | Clinton Wong              | Heymard Humblers               |
| Herreneinzel | Nyl Yakura                | Clinton Wong              | Jonathan Solís                 |
| Dameneinzel  | Iris Wang                 | Mariana Ugalde            | Kristen Tsai                   |
| Dameneinzel  | Iris Wang                 | Mariana Ugalde            | Bethany So                     |
| Herrendoppel | Nathan Leung Clinton Wong | Nathan Choi Nyl Yakura    | Phillip Chew Andrew Susanto    |
| Herrendoppel | Nathan Leung Clinton Wong | Nathan Choi Nyl Yakura    | Lee Chern Philip Donlon        |
| Damendoppel  | Emily Kan Samantha Li     | Jody Chan Stephanie Yeung | Natalia Flores Nikte Sotomayor |
| Damendoppel  | Emily Kan Samantha Li     | Jody Chan Stephanie Yeung | Camila Duany Karel Marcenaro   |
| Mixed        | Phillip Chew Iris Wang    | Brandon Chi Sharon Ng     | Neil Tai-Pow Stephanie Yeung   |
| Mixed        | Phillip Chew Iris Wang    | Brandon Chi Sharon Ng     | Anthony McNee Shana-Kay Bailey |

## Medaillengewinner der U15
| Disziplin    | Gold                             | Silber                        | Bronze                            |
| ------------ | -------------------------------- | ----------------------------- | --------------------------------- |
| Herreneinzel | Duncan Yao                       | Kenneth Hui                   | Gonzalo Duany                     |
| Herreneinzel | Duncan Yao                       | Kenneth Hui                   | Sergio Arriaga                    |
| Dameneinzel  | Zandra Ho                        | Samantha Li                   | Josephine Wu                      |
| Dameneinzel  | Zandra Ho                        | Samantha Li                   | Lohaynny Vicente                  |
| Herrendoppel | William Cheung Derrick Long      | Sergio Arriaga Maicold Merida | Philippe Giguere Guillaume Grenon |
| Herrendoppel | William Cheung Derrick Long      | Sergio Arriaga Maicold Merida | Ryan Ke Chetan Potu               |
| Damendoppel  | Mariana Freitas Lohaynny Vicente | Simone Cheng Vanora Lo        | Camilla García Daniela Zapata     |
| Damendoppel  | Mariana Freitas Lohaynny Vicente | Simone Cheng Vanora Lo        | Angela Lin Jenny Lu               |
| Mixed        | William Cheung Samantha Li       | Alan Shekhtman Zandra Ho      | Nathan Osborne Josephine Wu       |
| Mixed        | William Cheung Samantha Li       | Alan Shekhtman Zandra Ho      | Ygor Coelho Lohaynny Vicente      |

## Medaillengewinner der U13
| Disziplin    | Gold                       | Silber                   | Bronze                             |
| ------------ | -------------------------- | ------------------------ | ---------------------------------- |
| Herreneinzel | Sean Wilson                | Albert Li                | Timothy Lam                        |
| Herreneinzel | Sean Wilson                | Albert Li                | Darren Yang                        |
| Dameneinzel  | Anna Tang                  | Christine Yang           | Micaela Lum                        |
| Dameneinzel  | Anna Tang                  | Christine Yang           | Crystal Pan                        |
| Herrendoppel | Timothy Lam Darren Yang    | Vinson Chiu Justin Ma    | Erin Bailey Sean Wilson            |
| Herrendoppel | Timothy Lam Darren Yang    | Vinson Chiu Justin Ma    | Vinicius Gori Matheus Voigt        |
| Damendoppel  | Crystal Pan Christine Yang | Anna Tang Angela Zhang   | Madeleine Catalan Esperanza Moreno |
| Damendoppel  | Crystal Pan Christine Yang | Anna Tang Angela Zhang   | Thays Gomes Raiane Melo            |
| Mixed        | Christopher Kan Anna Tang  | Justin Ma Christine Yang | Timothy Lam Crystal Pan            |
| Mixed        | Christopher Kan Anna Tang  | Justin Ma Christine Yang | Christopher Li Sonya Wong          |

## Medaillengewinner der U11
| Disziplin    | Gold                        | Silber                   | Bronze                              |
| ------------ | --------------------------- | ------------------------ | ----------------------------------- |
| Herreneinzel | Shane Wilson                | Donnians Oliveira        | Cadmus Yeo                          |
| Herreneinzel | Shane Wilson                | Donnians Oliveira        | Kevin Alba                          |
| Dameneinzel  | Vera Costa                  | Karen Ma                 | Breanna Chi                         |
| Dameneinzel  | Vera Costa                  | Karen Ma                 | Stephanie Yu                        |
| Herrendoppel | Richerd Chen Cadmus Yeo     | Jackie Tam Andre Wang    | Nicolás Macías Marco Mora           |
| Herrendoppel | Richerd Chen Cadmus Yeo     | Jackie Tam Andre Wang    | Bruno Almeida Lucas Gilinski        |
| Damendoppel  | Shayene Carvalho Vera Costa | Joanna Liu Karen Ma      | Breanna Chi Julie Yeung             |
| Damendoppel  | Shayene Carvalho Vera Costa | Joanna Liu Karen Ma      | Monaliza Feitosa Bruna Vasconcellos |
| Mixed        | Cadmus Yeo Joanna Liu       | Andre Wang Jacquelyn Kan | Richerd Chen Cindy Yuan             |
| Mixed        | Cadmus Yeo Joanna Liu       | Andre Wang Jacquelyn Kan | Bryce Kan Karen Ma                  |